# Stevenston

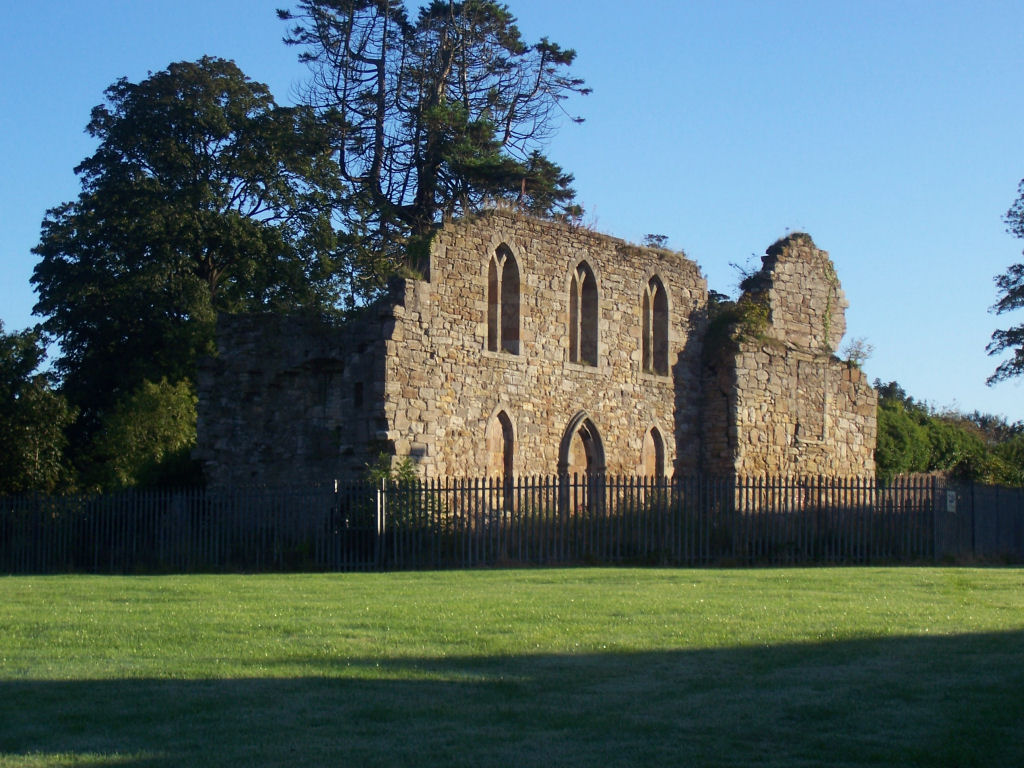
Stevenston: le rovine del Kerelaw Castle

Stevenston (in Scots: Steenstoun; in gaelico scozzese: Baile Steaphain) è una cittadina (anticamente: burgh) di circa 9.300 abitanti della costa sud-occidentale della Scozia, facente parte dell'area amministrativa dell'Ayrshire Settentrionale (North Ayrshire) ed affacciata sul Firth of Clyde, un'insenatura dell'Oceano Atlantico. Insieme alle vicine località di Ardrossan e Saltcoats forma quasi un tutt'uno noto come "le tre città".

## Geografia fisica
Stevenston si trova tra Ardrossan e Irvine (rispettivamente a sud-est della prima e a nord-ovest della seconda).

## Storia
La cittadina è menzionata per la prima volta in una mappa del 1240. La località deve il proprio nome a Stephan Lockhart, il cui padre nel 1170 aveva ricevuto in dono una proprietà terriera da Richard de Morville, signore di Constable.
La città conobbe un notevole sviluppo durante la Rivoluzione industriale (XIX secolo), nel corso della quale rivestì una notevole importanza l'industria mineraria. In quel periodo sorse anche una fabbrica di dinamite in loco.

## Monumenti e luoghi d'interesse

### Kerelaw Castle
Tra i principali luoghi d'interesse di Stevenston, figurano le rovine del Kerelaw Castle, eretto nel 1191 e ricostruito dopo il 1488.

## Società

### Evoluzione demografica
Al censimento del 2011, Stevenston contava una popolazione pari a 9.330 abitanti.
La località ha conosciuto quindi un incremento demografico rispetto al 2001, quando contava 9.200 abitanti.